# Херстов папирус
Хеарстов медицински папирус  један је од староегипатских папируса који се бави медицинским темама. Датира из прве половине другог миленијума пре нове ере. Пронађен је у Хеарстовој експедицији, у близини Деир ел-Баласа. Садржи 18 страница медицинских рецепата исписаних хијератским писмом, из области патологије мокраћног система, крви, косе и уједа. Сматра се важним рукописом, иако су неки аутори довели у питање његову аутентичност.

## Значај
Прва цивилизација за коју се знало да је имала опсежно проучавање медицине и да је оставила писане записе о својој пракси и поступцима била је цивилизација старог Египта. Најстарији постојећи египатски медицински текстови су шест папируса из периода између 2000. п. н. е. и 1500. п.н.e.:
- Кахун медицински папирус,
- Рамесеум папирус VIII
- Рамесеум папирус V,
- хируршки папирус Едвина Смита,
- Еберсoв папирус,
- Херстов медицински папирус.

Ови текстови, од којих је већина заснована на старијим текстовима који датирају вероватно из 3000. године пре нове ере, релативно су слободни од магичаревог приступа лечењу болести. Египатска медицина је утицала на медицину суседних култура, укључујући културу античке Грчке. Из Грчке се њен утицај ширио даље, чиме је значајно утицао на западну цивилизацију.
Хеарстов медицински папирус је фасцинантан документ који нуди редак увид у медицинску праксу старог Египта. Он садржи текст на хијератском писму, заједно са 17 факсимилних плоча у колотипу. За овај папирус научници сматрају да је културно важан као део базе знања цивилизације какву познајемо. Ово дело је у „јавном власништву у Сједињеним Америчким Државама, а можда и другим државама и можете слободно да се копира  и дистрибуира  овај рад. Пошто ниједан ентитет (појединац или корпорација) нема ауторска права над овим паирусом, научници верују,  да је ово дело довољно важно да се сачува, репродукује и учини доступним широкој јавности.

## Историја
Папирус је датиран у доба 18. египатске династије, отприлике у време владавине фараона Тутмоса III, иако се верује да је оригинални текст могао бити написан раније, током Средњег краљевства Египта, око 2000. године п. н. е. 
Херстов медицински папирус, који чине осамнаест грубих, смеђих и излизаних листова папируса, прекривених тешким црним и црвеним хијератским писмом, и који садрже низ медицинских рецепата, набавњени су за Универзитет у Калифорнији захваљујући филантропији госпође Фиби Аперсон Херст (1842-1919), мајка Вилијама Рендолф Херста који је био спонзор експедиције која је пронашла папирус, који је у знак захвалности назван по њему.  Експедиција је у периоду од 1899. до 1905. године у циљу добијања археолошког материјала за Антрополошки музеј на Западу жедном културе,м радла под управом угледног египтолога, доктора Џорџа Е. Рајзнера, предавач египтологије на Универзитету у Калифорнија у то време. Током овог истраживања Херстов папирус је у пролеће 1901. године у базни логор Хеарстове експедиције у Египту донео мештанин родом из оближњег града Деир ел-Балас у знак захвалности што му је дозвољено да користи једну од гомила смећа  као ђубриво. 
На питање о пореклу папируса сељак је навео „да је нашао ролну док је копао за себах два године раније, да је чувао дубоко у орману у његовој кућу и да је временом на њу заборавио. Каније је рекао да је ролна папируса откривена „у лонцу који је био између зидове гробља"
Прегледавајући папирус, Рајзнер је приметио да „ ролна није била отварана од антике као што је било очигледно у низу окрета, ситне прашине и одливака инсеката. Почетак ролне је био унутра. У средини сачуване прве странице, папирус је истргнут два у старини и смотани са поцепаном листом унутра“. 
Пред крај експедиције, Џорџ Ендрју Рајзнер се припремио и објавио кратак приказ овог документа,  1905. године под називом "Херстов медицински папирус у част породице Херст.
Под управом проф  Едварда В. Гифорда, кустоса Антрополошког музеја Универзитета у Калифорнији, листови или „колоне“ папируса били су херметички затворени између стаклене плоче за његоово правилно очување. Годинама су били изложени у просторији египатских антиквитета Музеја на Парнаским висовима у Сан Франциску. Када је зграда је срушена 1933. да би се направило место за клинике Универзитета у Калифорнији, музејске збирке су пресељене у Банкрофт библиотеку на Универзитету Калифорније у Берклију, где се и данас налазе.

## Аутемтичност папируса
Последњих година појавиле су се неке сумње у његову аутентичност. Садржај папируса је истражен на основу објављених гравура, јер оригинални папирус никада није проучаван. Они који су одговорни за његово чување изјавили су 2003. да је папирус очуван "у запањујуће добром стању. Скоро превише добром да би било истинито". Рајзнер никада није сумњао у његову аутентичност, а 1905. је написао: „Свитак је остао неотворен од давнина, што је било видљиво из остатака песка и инсеката пронађених унутра. Да би ставили тачку на ту ствар, званичници Банкрофтове библиотеке рекли су да су вољни да дозволе да се испита како би се утврдило да ли је оригиналан или скоро савршен фалсификат